# وایسنبورن (هسن)
وایسنبورن (به آلمانی: Weißenborn) یک شهر در آلمان است که در ورا-مایسنر واقع شده‌است. وایسنبورن ۱٬۱۵۱ نفر جمعیت دارد.